# 라술 보키예프
라술 후도이나자로비치 보키예프(타지크어: Расул Худойназарович Боқиев, 러시아어: Расул Худойназарович Бокиев, 1982년 9월 29일~)는 타지키스탄의 유도 선수이다. 2007년 세계 유도 선수권 대회에서 남자 라이트급 동메달을 획득했고, 2008년 하계 올림픽에서 남자 라이트급 동메달을 획득하여 타지키스탄 최초의 올림픽 메달리스트가 되었다.